# Viktor Suworow

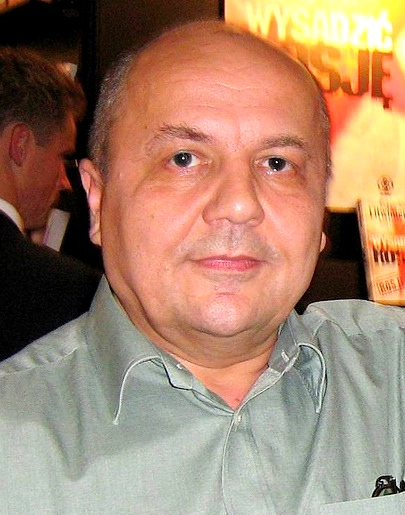
Viktor Suworow (2007)

Viktor Suworow (russisch Виктор Суворов, engl. Transkription Viktor Suvorov, zuweilen auch im Deutschen verwendet) ist ein Pseudonym (Autorenname), unter dem der ehemalige sowjetische Nachrichtendienstler Wladimir Bogdanowitsch Resun (russisch Владимир Богданович Резун) (* 20. April 1947 in Barabasch, Region Primorje, Russische SFSR, Sowjetunion) seit 1981 seine Schriften veröffentlicht. Diese behandeln vor allem angebliche Angriffskriegsabsichten Josef Stalins im Juni oder Juli 1941. Der Autor vertritt damit die von der Geschichtswissenschaft widerlegte Präventivkriegsthese.

## Überläufer und Autor
Resun diente als Offizier in der Sowjetarmee und im militärischen Geheimdienst der Sowjetunion GRU. Bei einem Einsatz als sowjetischer Diplomat bei der UNO in Genf flüchtete er am 10. Juni 1978 nach Großbritannien, wo er politisches Asyl erhielt. Daraufhin soll er nach eigener Darstellung von sowjetischen Richtern in Abwesenheit zum Tode verurteilt worden sein. Nach russischen Quellen wurde jedoch nie ein entsprechendes Strafverfahren gegen Suworow vor einem dafür zuständigen Gericht durchgeführt.
In Großbritannien arbeitete er als Schriftsteller, nachrichtendienstlicher Berater und Dozent. Seit 1981 veröffentlichte er dort autobiografische Bücher, Monografien und Aufsätze über das sowjetische Militär, die GRU und die Geschichte der Sowjetunion, in denen er persönliche Erfahrungen und historisch-politische Thesen miteinander verknüpfte. Rudolf Augstein vermutete 1996, er habe dafür das Pseudonym „Viktor Suworow“ gewählt, um an den siegreichen zaristischen Feldmarschall Alexander Wassiljewitsch Suworow zu erinnern.
Suworow schrieb besonders über die Rote Armee, sowjetische Geheimdienste und Stalins Absichten vor dem deutschen Überfall auf die Sowjetunion. In zwei Aufsätzen in einer britischen Militärzeitschrift (1985/86) behauptete er, Stalin habe für Juni oder Anfang Juli 1941 einen Überfall Deutschlands geplant, um seine 1939 begonnene Expansion nach Westen fortzusetzen. Dem sei Adolf Hitlers Angriffsbefehl nur knapp zuvorgekommen. In seinem Werk Der Eisbrecher (deutsche Erstausgabe 1989, russische Übersetzung 1992) erweiterte er die These eines Angriffsplans Stalins für Juni 1941. In zwei weiteren Werken dazu (Der Tag M, 1995; Stalins verhinderter Erstschlag, 2000) stützte sich Suworow auch auf inzwischen erschienene Memoiren hoher sowjetischer Militärs.

## Rezeption
In Deutschland erzeugten Frankfurter Allgemeine Zeitung und Rheinischer Merkur 1985/86 mit Leserbriefen und Artikeln eine Mediendebatte über Suworows damalige Aufsätze. Rechtskonservative Rezensenten wie Günther Gillessen und der Militärhistoriker Joachim Hoffmann, neurechte und rechtsextreme Autoren wie Hans-Henning Bieg, Erich Helmdach, Max Klüver, Walter Post, Adolf von Thadden, Franz W. Seidler, Wolfgang Strauß und andere im Umfeld der neurechten Wochenzeitung Junge Freiheit und der rechtsextremen National-Zeitung unterstützten Suworows Thesen. Auch einige Holocaustleugner wie Jürgen Graf und Germar Rudolf erwähnten Suworow in ihren Schriften.
Deutsche Fachhistoriker zum Zweiten Weltkrieg lehnen Suworows Präventivkriegsthese jedoch einhellig ab und beurteilen sie ausdrücklich oder sinngemäß als unbelegten und kontrafaktischen Versuch einer Umdeutung der vielfach gesicherten historischen Tatsachen, also als Geschichtsrevisionismus: so unter anderen Bernd Bonwetsch, Gerd R. Ueberschär, Bianka Pietrow-Ennker, Bernd Wegner und Rainer F. Schmidt.
In westlichen Staaten unterstützten nur Richard C. Raack und Albert L. Weeks Suworows Thesen. Gabriel Gorodetsky widersprach ihnen seit 1986 und veröffentlichte 1995 in Moskau ein russischsprachiges Buch, in dem er ausführlich viele Fehler und Irrtümer in Suworows „Eisbrecher“ nachwies. David M. Glantz veröffentlichte seit 1987 Forschungen zur Strategie, Rüstung und Aufstellung der Roten Armee vor und nach Kriegsbeginn 1941, die Suworows Thesen im Detail widerlegten.
In Russland fand Suworow Teilzustimmung bei den Historikern Waleri D. Danilow, Wladimir A. Neweschin, Michail Meltjuchow und Boris Wadimowitsch Sokolow. 2006 veröffentlichte der Autor für Architekturgeschichte Dmitrij Chmelnizki bei dem rechtsextremen Verleger Dietmar Munier eine Aufsatzsammlung, deren russische Autoren einige Thesen Suworows unterstützen; Suworow war Mitherausgeber. Chmelnizki warb 2010 mit Vorträgen, unter anderem auf einer Veranstaltung der Gedenkbibliothek zu Ehren der Opfer des Stalinismus e. V. in Berlin, für sein Buch und die darin weiterkolportierte Präventivkriegsthese Suworows. Bei einer Tagung am Potsdamer ZZF unter dem Titel Postimperiale Erinnerungsbilder. Zum Umgang mit der Geschichte in der russischen Populärkultur (2006) wurden Suworows Schriften in den Bereich der Pseudo- bzw. Kryptogeschichte eingeordnet. Diese Beiträge und ihre teils positive Rezeption in Russland seien im Kontext des Untergangs von „zentralen sowjetischen Mythen um Lenin und den Zweiten Weltkrieg“ zu verstehen und bilden keinen Beitrag zur Geschichtsschreibung.
Der Stalinbiograf Dmitri Antonowitsch Wolkogonow, die russischen Militärhistoriker Lew Alexandrowitsch Besymenski, Alexander Iwanowitsch Borosnjak, Juri Gorkov, Jurij Kiršin, Nikolaj M. Romanicev, Sergej Slutsch, Oleg Wischljov, Alexander Petschonkin und Militärwissenschaftler Machmud Garejew dagegen wiesen Suworows Thesen detailliert zurück. Spätestens seit einer Historikertagung von westlichen und russischen Autoren 1995 in Moskau gilt die Präventivkriegsthese international als geschichtswissenschaftlich widerlegt.

## Zitatverfälschungen
Hermann Graml urteilte über Suworow zusammenfassend, die von ihm verwendeten „Zitate aus Memoiren sowjetischer Militärs erweisen sich bei Prüfung als dreiste Verfälschungen der Originaltexte.“
Ein konkretes Beispiel dafür analysierte Wigbert Benz in der Fachzeitschrift „Geschichte lernen“. So zitiert Suworow in seinem Buch „Der Eisbrecher“ General Alexander Michailowitsch Wassilewski mit den Worten: „Wir hatten den Rubikon des Krieges erreicht, und der Schritt nach vorne musste festen Sinnes getan werden.“ Er gibt dabei als Quelle an: „Militärhistorische Zeitschrift 1978, Nr 2, S. 68.“ Tatsächlich hatte Wassilewski dort geschrieben: „Wir waren, weil die Umstände, die nicht von uns abhingen, es so gewollt hatten, an den Rubikon des Krieges gelangt, und man musste einen entschiedenen Schritt vorwärts tun. Dies verlangten die Interessen unserer Heimat.“

## Schriften
- The Liberators. Hamish Hamilton, London 1981, ISBN 0-241-10675-3.
- Inside the Soviet army. Hamish Hamilton, London 1982, ISBN 0-241-10889-6.
- Aquarium. The career and defection of a Soviet military spy. Hamish Hamilton, London 1985, ISBN 0-241-11545-0.
- GRU. Die Speerspitze. Spionage-Organisation und Sicherheitsapparat der Roten Armee. Aufbau, Ziele, Strategie, Arbeitsweise und Führungskader. Scherz, Bern/München/Wien 1985 (Originaltitel: Soviet military intelligence, übersetzt von Jürgen Bavendam), ISBN 3-924753-18-0.
- Speznas. Geheimnis hinter Glasnost. Dissberger, Düsseldorf 1989 (Originaltitel: Spetsnaz. The Story Behind the Soviet SAS, übersetzt von Uwe Gnad, Karl-Heinz Dissberger), ISBN 3-924753-25-3.
- Der Eisbrecher: Hitler in Stalins Kalkül, aus dem Russischen von Hans Jaeger. Klett-Cotta, Stuttgart 1989, ISBN 3-608-91511-7. (Im Original erschienen 1992 unter dem Titel Ледокол: Кто начал вторую мировую войну? bei Nowoje Wremja. (deutsch Eisbrecher: Wer begann den Zweiten Weltkrieg?). Bei Klett-Cotta erschienen bis 1996 neun Auflagen, seit 2008 erscheint Der Eisbrecher bei Pour le Mérite, Selent, ISBN 978-3-932381-45-4.)
- Kontrol. Balashicha 1994, ISBN 5-88196-347-4.
- Der Tag M. Klett-Cotta, Stuttgart 1995 (Originaltitel: Den' "M", übersetzt von Hans Jaeger), ISBN 3-608-91676-8.
- Wybor. Nazran 1997, ISBN 5-15-000315-8.
- Die Säuberung. Nazran' 1998, ISBN 5-237-00764-3.
- Samoubistwo. Nazran' 2000, ISBN 5-17-003119-X.
- Stalins verhinderter Erstschlag. Hitler erstickt die Weltrevolution. Pour le Mérite, Selent 2000 (Originaltitel: Poslednjaja respublika, übersetzt von Winfried Böhme), ISBN 3-932381-09-2.
- Marschall Schukow. Lebensweg über Leichen. Kriegstreiber Stalins, „Befreier“ von Berlin, Held der Sowjetunion. Pour le Mérite, Selent 2002 (übersetzt von Bernd Reimann), ISBN 3-932381-15-7.
- Den pobedy. Donezk 2003, ISBN 966-696-022-2.
- Poslednjaja Respublika („Die letzte Republik“). AST, 2006, ISBN 5-17-007876-5
- mit Dimitrij Chmelnizki (Hrsg.): Überfall auf Europa. Plante die Sowjetunion 1941 einen Angriffskrieg? Neun russische Historiker belasten Stalin. (Übersetzt von Jochen Fürst). Pour le Mérite, Selent 2009, ISBN 978-3-932381-53-9.

## DVD
- W. Sinelnikow & I. Schewzow: Der letzte Mythos. Wer entfesselte den Zweiten Weltkrieg? Viktor Streck, Bad Pyrmont 2006, ISBN 978-3-00-019402-3 (auf Suworows Büchern Der Eisbrecher und Der Tag M basierende Filmdokumentation)